# 黄楊路駅
座標: 北緯31度14分11.04秒 東経121度35分14.89秒 / 北緯31.2364000度 東経121.5874694度
黄楊路駅（こうようろえき）は中華人民共和国上海市浦東新区花木街道と金橋鎮の境界、錦銹東路と黄楊路の交差点に位置する、上海軌道交通14号線の駅。

## 駅構造
島式ホーム1面2線の地下駅で、出口は4箇所ある。

## 駅出口
- 1号出口 - 錦銹東路
- 2号出口 - 錦銹東路
- 3A号出口 - 錦銹東路
- 3B号出口 - 錦銹東路、黄楊路

## 隣の駅
上海地下鉄
 14号線
藍天路駅 - 黄楊路駅 - 雲順路駅